# Splinter (Tortugas ninja)
Splinter (también conocido como Maestro Splinter o Maestro Astilla en algunas traducciones al español) es un personaje ficticio de los cómics de las Tortugas Ninja y todos los medios relacionados. Es una rata mutante antropomórfica e instructor de artes marciales y ninjutsu de las tortugas, así como su padre adoptivo. Originalmente representado como la rata mascota del artista marcial Hamato Yoshi (en japonés: 濱戸義), en obras posteriores a veces se lo representa como el propio Yoshi, mutado o reencarnado. El personaje era originalmente una parodia del personaje de Marvel Comics, Stick.

## Historia
Se desarrollaron a lo largo de su existencia en cómics, series, animes y películas dos orígenes al maestro Splinter.

### Origen en el cómic
Hamato Yoshi era yo y 
más grande maestro del ninjutsu, no sólo de su clan (conocido como El Pie), sino de todo Japón. Junto a él vivía una pequeña y joven rata llamada Splinter, la cual era la mascota de Yoshi. Desde su jaula, Splinter observaba los movimientos de su "maestro" y los imitaba a la perfección.
El constante acoso que sufría Yoshi por parte del líder del clan, Oroku Nagi, lo obligó a huir a Estados Unidos (luego de haber matado a Nagi) junto a su esposa Tang Shen, otro de los motivos de la rivalidad Yoshi/Saki.
Ya en Estados Unidos, Yoshi vuelve de una larga rutina de trabajo sólo para encontrar a su esposa muerta, asesinada por la katana del hermano de un hombre que mató años atrás; Oroku Saki (el hombre que a la larga sería conocido en Occidente como Shredder), hermano de Oroku Nagi, ahora era el líder del clan y enfundado en una armadura samurái; asesina a Yoshi y Splinter huye de Shredder refugiándose en el alcantarillado de Nueva York, subsistiendo de lo que pudiera encontrar para comer.
Pero el destino le sonreiría nuevamente. En un día normal, un invidente trata de cruzar la calle y casi es atropellado por un camión que contenía un recipiente con material radioactivo. A su vez un niño pierde una pecera con cuatro tortugas que caen a la alcantarilla y son bañadas con el líquido llamado ooze, que es radioactivo, que también cae al alcantarillado.
Splinter encuentra a las tortugas y las reúne en una lata vieja de café poniéndolas junto a él en su madriguera. Es a la mañana siguiente que se encuentra con que el líquido que les cayó encima aceleró su actividad evolutiva por lo que Splinter ve que las tortugas duplicaron su tamaño original y además, el mutágeno también le afectó volviéndose más grande y más inteligente.
El tiempo transcurría y las tortugas empezaron a articular sus primeras palabras (la primera en hablar fue Miguel Ángel que dijo su nombre). Splinter se dio cuenta de que el mundo jamás los comprendería al ser para ellos diferentes pero ve el enorme potencial que poseen las tortugas, por lo que decide enseñarles el arte del spinjitsu aprendido de su maestro, dándoles nombres que sacó de un libro del renacimiento.

### Origen en la serie de televisión de los 80
Hamato Yoshi es un muy disciplinado ninja del clan del pie, con grandes ambiciones así como una gran admiración al renacimiento italiano, del que es fanático.
Un día, durante la iniciación del día de entrenamiento, se encontraba sentado durante la ceremonia pero el faldón de su ropa es clavada a la pared por su rival Oroku Saki lo que le impidió saludar a su maestro (hecho que se considera un insulto), al descubrir que un puñal sujetaba su traje lo quitó, sin embargo como sus compañeros lo vieron sacar un arma desde su espalda creyeron que se trataba de un intento frustrado de asesinato. Yoshi es desterrado del templo por insubordinaron y como un vagabundo llega hasta Estados Unidos donde es condenado a vivir en el alcantarillado de Nueva York rodeado de ratas.
Cuando un niño compra cuatro crías de tortuga, resbala en la calle y se caen por las alcantarillas junto con un agente mutageno que hace efecto al instante de haberlo tocado, las tortugas crecen desmesuradamente hasta llegar al tamaño de un adolescente (A diferencia del cómic y el film donde tardan más de quince años en llegar a su aspecto actual). El tóxico afecta a los organismos dándole atributos de otras formas de vida con las que tengan contacto, ya que las tortugas habían tenido contacto con humanos adquirieron cualidades biológicas antropomorfas. Parte del mutageno cae también sobre Yoshi que lo convierte en una rata gigante debido al tiempo que vivió rodeado de ellas, por lo que adopta la identidad de Splinter y decide entrenar a las tortugas, dándole a cada una el nombre de un artista del renacimiento que tanto admiraba.

### Origen en la serie de televisión 2012 (Nickelodeon)
Originalmente un humano llamado Hamato Yoshi, (Splinter) vivió en Japón y estudió ninjutsu dentro del clan conocido como Clan Hamato junto a su mejor amigo, Oroku Saki (más tarde conocido como El Destructor). El padre de Yoshi (Hamato Yūta) encontró al joven Saki como un bebé, y lo crio como hermano de Yoshi, debido a que durante el ataque al Clan del pie el padre biológico de Oroku Saki, Oroku Kaiji, fue asesinado por Hamato Yūta. En algún momento, los dos hombres (Yoshi y Saki) se enamoraron al mismo tiempo con la misma mujer, Tang Shen, que terminó provocando una amarga rivalidad entre ellos. Finalmente, Tang Shen se casó con Yoshi y dio a luz a su hija, Miwa. Una noche, Saki, loco de celos y odio, atacó a Yoshi en su casa, con la intención de matarlo. Durante la batalla, la casa se incendió y Saki sin piedad dejó Hamato Yoshi morir. Mientras Yoshi sobrevivió al incendio, Tang Shen no lo hizo, y su hija, Miwa, supuestamente había muerto también. Devastado, Hamato renunció a su nombre original y salió de Japón por una eternidad. Bajo el alias de "Splinter", se vino a vivir a la ciudad de Nueva York.
Un fatídico día, compró cuatro tortugas bebé en una tienda de mascotas local. Mientras caminaba por la calle, se encontró con un hombre sospechoso, a quien curiosamente siguió hasta un callejón. A medida que Splinter vio que el primer hombre el intercambio de un extraño bote de mutágeno con otro, él pisó una rata que pasaba que delató su posición. Una pelea se produjo, y mientras Splinter fue capaz de derrotar a los hombres (que en realidad eran androides Kraang disfrazados), el bote se rompió. Splinter y sus tortugas mascotas recién comprados estaban cubiertos de mutágeno y mutaron al instante. Se convirtió en una rata gigante por la última cosa que tocó era una rata antes de su mutación. A los quince años siguientes, Splinter y las tortugas vivían en la clandestinidad en las cloacas bajo la ciudad de Nueva York. Tomándolos como sus hijos y alumnos, Splinter levantó las tortugas y los entrenó en los caminos de Ninjutsu. Cuando tenían quince, Splinter, aunque a regañadientes, les permitió salir de la guarida por primera vez.

## En otros medios

### Televisión
Splinter ha hecho aparición todas las series de las tortugas ninja (con excepción de Back to the sewers)
- Splinter y las tortugas ninja saltaron del cómic a la pantalla pequeña con la serie Tortugas Ninja Mutantes Adolescentes (1987-1996). Pese a ser la encarnación menos fiel del personaje logró un rotundo éxito.

Tanto su origen como su personalidad están radicalmente cambiados y además, se fusionan dos personajes del cómic original en uno solo (el maestro Splinter y Hamato Yoshi).
- Reapareció nuevamente en la serie de acción real Las Tortugas Ninja: Next Mutation. en esta serie se ventila el origen mostrado en la serie original al tiempo que conserva varios detalles sacados de la trilogía fílmica (como la oreja rebanada).

- Reapareció en la serie animada de 2003 respetándose el origen y personalidad originales de los cómics aunque con leves cambios como excluir a los personajes de Oroku Naga y Tang Shen, personajes claves entre los sucesos ocurridos en la vida de Splinter.

- Reaparece en la serie animada de 2012, con el pasado de la serie de los 80, aunque con unos cambios, haciéndolo más oscuro y trágico que en la serie anterior. Además, cabe recalcar que, a diferencia de todas sus otras encarnaciones, la estatura de Splinter es mayor que las otras vistas anteriormente (llegando a sobrepasar la estatura de las tortugas), en el final de la 3.ª temporada, muere a manos de Shredder antes de que destruyera el creador de agujeros negros de los Triceratons. En la cuarta temporada, en los sucesos de la tercera, impide su muerte, pero al final si muere a manos de Shredder, como el Super Shredder.

- En Rise of the Teenage Mutant Ninja Turtles (2018), Splinter aparece con un rediseño drástico. Ahora es bajo, obeso y tiene una forma redonda general. Su personalidad es mucho menos elegante, ahora muestra un lado humorístico, crudo y glotón (como comer una torta entera en el sofá mientras ve un programa de juegos). Splinter, sin embargo, conserva sus conocimientos de artes marciales, movimientos acrobáticos y comienza a entrenar a las tortugas. Más en serio después de que lleguen las amenazas mutadas.

### Cine
- Su primera aparición en pantalla grande fue en la película Las Tortugas Ninja así como en sus secuelas. Su origen y personalidad son los mismos que en los cómics aunque de nuevo se omiten a los personajes de Oroku Naga, Tang Shen y la conexión de Yoshi con el clan ninja del Pie.

- Reaparece en la película animada de 2007 TMNT, se le ve pelear más mientras que se podría decir que combina la personalidad sabia y amable de los cómics con la juvenil y radical personalidad de la serie de los 80.

- En el reinicio de la película de 2014, Splinter fue interpretado por el actor Danny Woodburn y su voz fue proporcionada por Tony Shalhoub.[4][5] Utiliza la historia de origen de un sujeto de prueba, pero Splinter no es una reencarnación de Hamato Yoshi ni está asociado con él de ninguna manera. De hecho, Yoshi está completamente fuera del guion y Splinter simplemente aprende ninjutsu de un libro descartado después de ser mutado. En la película, Splinter le dice a April que no recuerda su vida antes de estar en un laboratorio, lo que implica que puede haber más en su personaje.

- En Teenage Mutant Ninja Turtles: Out of the Shadows, la secuela de la película, Shalhoub vuelve a darle voz y Peter D. Badalamenti realiza la captura de movimiento para el personaje.

- En la película animada de 2023, Teenage Mutant Ninja Turtles: Mutant Mayhem, Splinter es la voz de Jackie Chan.[6] Esta versión se presenta menos como un sensei y más como un típico padre de mediana edad, aunque aún conserva su conocimiento de ninjutsu y artes marciales, que aprende viendo videos al respecto.

### Videojuegos
- Splinter aparece en la mayoría de los videojuegos basados en la franquicia Teenage Mutant Ninja Turtles. Es un personaje jugable en el videojuego de 2003, Teenage Mutant Ninja Turtles 2: Battle Nexus, TMNT: Mutant Melee y TMNT: Smash Up. En Teenage Mutant Ninja Turtles en el NES, se transforma en un humano al final.

## Curiosidades
- Igual que las tortugas, su nombre también proviene de un artista del renacimiento (en su caso, el de Scheggia es decir "el Splinter").
- La banda de punk catalana Pizza Ninja Squad menciona a Splinter en su canción Shut up Splinter.